# Getter (musicista)
Getter, pseudonimo di Tanner Petulla, noto anche come Terror Reid (San Jose, 13 aprile 1993), è un disc jockey, produttore discografico, rapper e attore statunitense.

## Biografia
Petulla inizia a produrre musica al liceo, caricando canzoni originali e remix di Far East Movement e Timbaland nella sua pagina SoundCloud. Comincia ad essere notato quando pubblica canzoni su etichette come Ultragore Recordings e Tuff Love Dubs. In un'intervista, ha dichiarato: "In pratica, ho iniziato a produrre musica quando avevo 16 anni. Ero già stato in alcune band; ero un batterista e un chitarrista. Ero un grande metallaro e ho adorato rapper come Mac Dre e Andre Nickatina. Poter fare musica elettronica da solo, questo mi ha fatto desiderare di fare le mie cose. Non appena ho preso in mano una chitarra, ho capito che volevo fare musica. Ho sempre fatto arte, che si tratti di musica o disegno, quindi è diventato tutto naturale". Considerato come "l'eroe sconosciuto della cultura del basso sotterraneo", Petulla comincia a fare il DJ negli Stati Uniti dall'età di 17 anni. Ha ricevuto sostegno dei pionieri del genere come Datsik e Downlink. Da allora è diventato famoso per aver ignorato le tendenze e tagliato il proprio percorso con strappi, sintetizzatori gutturali e una spruzzata di melodia. Petulla ha collaborato con alcuni dei più grandi nomi della scena come Skrillex, Datsik e Borgore. Usa regolarmente bassi pesanti e sintetizzatori nella sua musica. Lo stile di Petulla si è evoluto nel corso degli anni da enormi tracce dubstep a un vario assortimento di generi che culminano in un suono etereo.

## Carriera

### 2012-2013: Gli inizi eI Want More
Petulla dichiara in un'intervista che al suo diciannovesimo compleanno, ha risparmiato denaro per trasferirsi a Los Angeles prima di rimanere nella stanza di un amico per alcuni mesi. Si espanse da lì e iniziò a svilupparsi musicalmente prima di ottenere il suo appartamento e il suo studio. Petulla firma per Firepower Records (etichetta di Datsik) nel 2012, in cui pubblicherà il suo album di debutto I Want More, per poi firmare con Owsla (etichetta di Skrillex). Petulla guadagna popolarità quando ha inizia a fare Vines con Nick Colletti e Dillon Francis in cui dicono la famosa frase Suh Dude. Ha anche detto che ha in programma di lavorare su uno show televisivo o un film con Colletti. Petulla entra a far parte di OWSLA quando invia la sua demo e Skrillex dice che gli piace. Petulla quindi invia Head Splitter e Skrillex dice che "lo vuole per OWSLA". Petulla ha dichiarato "Siamo diventati amici da lì; mi ha fatto conoscere il suo team. Ora lavoriamo tutti insieme e vedono quello che sto cercando di fare, il che è davvero fantastico. Io e Skrillex abbiamo un gusto molto simile nella musica".

### 2014-2015:Planet Neutral
Il 23 ottobre 2015, Petulla pubblica una demo fake di nove secondi di una nuova traccia collaborativa con Skrillex. Il 28 novembre 2015, Petulla torna a Vancouver, BC al Red Room Ultra Bar per esibirsi. Nel 2015, Petulla pubblica un EP chiamato Planet Neutral che mostra un lato riservato, dolce e più rilassato di sé.

### 2016:Radical Dude!eWat the Frick
Il 29 gennaio 2016, OWSLA rilascia la compilation OWSLA Worldwide Broadcast, con la collaborazione di Petulla con Ghastly 666!. L'11 marzo 2016, Petulla pubblica un EP intitolato Radical Dude! con elementi dub, bass-driven e grimy pesanti. Nel maggio 2016, Petulla recita nella serie web di Dillon Francis DJ World, che vede protagonisti Francis, Nick Colletti e Petulla come personaggi odiosi che incarnano gli stereotipi della musica dance. Il 25 agosto 2016, remixa Alone di Marshmello e lo pubblica tramite Monstercat. Il 2 settembre 2016, Petulla pubblica un EP intitolato Wat the Frick via OWSLA. Parlando dell'EP, Petulla ha detto "Il mio obiettivo principale è quello di produrre qualcosa che piacerà a tutti. Non solo roba pesante, trap, o qualsiasi altra cosa, ma ogni tipo di musica". Quando gli è stato chiesto della differenza tra l'EP e gli altri suoi EP, Petulla ha detto "Penso che la cosa più importante sia che sono tutti tracce da solista. Nessuna collaborazione". Nel novembre 2016, pubblica alcune tracce inedite, che non sono state incluse in Wat the Frick, su SoundCloud.

### 2017-2018:Real Bros of Simi Valley, Shred Collective eVisceral
Nel 2017, Petulla lancia Shred Collective, la sua etichetta discografica e marchio di abbigliamento. Viene rilasciato come primo brano dell'etichetta Inhalant Abuse il 10 marzo 2017. Con il lancio dell'etichetta, Petulla crea il suo alter-ego hip-hop Terror Reid. Il 7 febbraio 2017, Petulla annuncia il suo secondo album intitolato Visceral dopo aver pubblicato il singolo Colorblind. In un'intervista, Petulla spiega: "L'album si allontanerà dalla mia tipica dubstep, uscirà a metà del 2018 ed è sicuramente il mio lavoro preferito e migliore. Ci sto lavorando da 2 anni. Colorblind è in realtà l'unica canzone "hard" dell'album. Ogni canzone rappresenta un pezzo di me o una parte della mia vita." Nello stesso anno, interpreta il personaggio di Bryce Meyer nella serie televisiva Real Bros of Simi Valley.  A settembre 2018, l'album viene pubblicato sotto mau5trap (etichetta di deadmau5). Nell'aprile 2019, Petulla annulla il suo Visceral Tour dopo essere stato fischiato da un gran numero di fan in diversi luoghi che non erano a favore del suo stile musicale cambiato. In un tweet ha dichiarato che il Visceral Tour sarebbe stato il suo ultimo tour. Un gran numero di artisti ha anche dichiarato il proprio sostegno a Petulla sui social media, tra cui Jauz, Lost Kings, Joyryde, Dave Dresden, Tommie Sunshine, 1788-L, Svdden Death, Kayzo, Ghastly, Rezz, Modestep, Herobust, Louis the Child, Feed Me, Delta Heavy, Zeds Dead, Excision ed Alison Wonderland. Nello stesso anno produce l'album di debutto del rapper Eliozie Loose Cannon.

### 2019-2024:Napalm,Some Creaturee il termine del progetto Getter
In seguito all'omicidio di George Floyd, Petulla annuncia un flusso di beneficenza il 4 giugno in cui tutte le donazioni sarebbero state abbinate come donazioni di massa al Black Lives Matter Global Network, generando circa 6000$, che, sommati a quelli donati da Petulla stesso, fanno un totale di 13000$. Da allora ha sostenuto ininterrottamente il Movimento BLM.
Nel corso del biennio 2020/2021 pubblica rispettivamente gli EP Napalm e Some Creature, caratterizzati da un ritorno a sonorità dubstep e metal.
Il 5 aprile 2021, Petulla annuncia la vendita del suo famoso Vine Suh Dude come NFT.
Nel dicembre 2024, tramite una storia su Instagram, Petulla annuncia il termine del progetto EDM Getter, in quanto vuole concentrarsi sul progetto hip-hop Terror Reid.

## Discografia

### Album in studio
- I Want More (2013)
- Visceral (2018)

### EPs
- Extermination (2011)
- Gruesome (2011)
- Epidemic (2012)
- Psycho (2012)
- Swine (2012)
- Thriller (2013)
- Gnar (2013)
- Smasher (2013)
- Inner Workings (2014)
- Allegiance (2015)
- Radical Dude! (2016)
- Wat the Frick (2016)
- Dahlia I (con Ghostemane) (2018)
- Napalm (2020)
- Some Creature (2021)

### Singoli
- Vile Orchestra (2011)
- Berzerker (2012)
- Fallout (2014)
- Head Splitter (2015)
- World (con Ookay) (2015)
- Rip n Dip (2016)
- 666! (con Ghastly) (2016)
- Suh Dude (2016)
- Wat the Frick (2016)
- 2 High (con $uicideboy$) (2016)
- Something New (2016)
- Inhalant Abuse (2017)
- Bury Me (con Ghostemane) (2017)
- Inhalant Abuse (VIP Mix) (2017)
- Solo (con Party Nails) (2017)
- Big Mouth (2017)
- Colorblind (2018)
- Made for You (Alone Again) (2018)
- Ham Sandwich (2019)
- Never Change (con HvrdLxck) (2019)
- Heartless (2019)
- Represent (2020)
- Bad Acid (2020)

## Discografia come Terror Reid

### Album in studio
- Manifesto (2024)

### Mixtapes
- Hot Vodka 1 (2020)
- Hot Vodka 2 (2023)

### EPs
- Dynamo (2022)
- Chrome Casketz (con Pouya) (2023)
- Chrome Casketz 2: Armageddon (con Pouya) (2024)

### Singoli
- Press Start (con Oliver Tree) (2017)
- Uppercuts (2017)
- Who Dat? (2017)
- Fuck Everybody (2017)
- Stormin tha Gatez (2017)
- Chernobyl (2017)
- Dead to Me (2018)
- The Otha Side (2018)
- Cruisin' (con Nick Colletti) (2018)
- Bounce Back (2018)
- Buried Alive (con Eliozie) (2019)
- Buried Alive 2 (con Eliozie) (2019)
- Spineless (2019)
- When It's All Gone! (2019)
- Krylon (con Eliozie) (2020)
- Outlawz (con Pouya) (2020)
- Killing (con Diablo, Eliozie, Shakewell) (2020)
- Supa Dupa (2021)
- Aint Nothin (2022)
- Out da Cut (4Eva) (2022)
- Stupid Tight (2023)
- Coke Bluntz (2023)
- Creepin' 4 My Chipz (2023)
- Catacombz (2023)
- Junk Bunk Freestyle (con Lu, Pouya, Kxllswxtch) (2023)
- Midnight Sun (con Pouya, Sxmpra) (2023)
- Comatoze (2023)
- Lose My Way (con South Strip) (2023)
- Tomorrow Will Not Come (con Pouya) (2023)
- Prelude (2024)
- On Sight! (2024)
- Tossin Feta (2024)
- Your Demise (con Lil Darkie) (2024)
- Nod Ya Head! (2024)
- Want U Around (con Rocci) (2024)

## Filmografia

### Televisione
- Real Bros of Simi Valley (2017-2020)